# ロベルト・フート
ロベルト・フート（Robert Huth, 1984年8月18日 - ）は、東ドイツ・東ベルリン（現ドイツ・ベルリン）出身の元サッカー選手。元ドイツ代表。現役時代のポジションはディフェンダー。
2001年にドイツの1.FCウニオン・ベルリンの下部組織からクラウディオ・ラニエリ監督率いるイングランド1部のチェルシーFCへ入団したフートは、その後トップチームに昇格を果たすも、ジョン・テリー、ウィリアム・ギャラス、リカルド・カルヴァーリョの存在からスタンフォード・ブリッジでの序列は低く、なかなか定着出来ずにいたため2006年8月に移籍金600万ポンドで同国1部のミドルズブラFCと契約した。リヴァーサイド・スタジアムで3季過ごし、2009年にミドルズブラが2部降格すると、同年8月に移籍金500万ポンドで同国1部のストーク・シティFCと契約。2009-10シーズンにはチームのFAカップ決勝進出に貢献する活躍等を見せ、シーズン終了後にチームの年間最優秀選手に選出された。

## クラブ経歴

### チェルシー
東ベルリンのビースドルフに生まれたフートは、地元のフォルトゥナ・ビースドルフでキャリアを始め、1.FCウニオン・ベルリンを経て2001年にクラウディオ・ラニエリ監督率いるイングランド1部のチェルシーFCに入団。入団して最初の数週間はホームシックに苦しむ場面も見られたが、加入1季目である2001-02シーズン最終節のアストン・ヴィラFC戦（1-3）でハーフタイムから途中出場し、17歳でプロデビューを飾った。2003年8月に2003-04シーズンへ向けた補強としてレディングFCから期限付き移籍での獲得打診があり、これをチームに拒否されたが、同シーズンは出場機会を増やし、公式戦で20試合に起用されたフートはチェルシーでの生活を幸せだと語った。しかし、翌2004-05シーズンはジョン・テリー、ウィリアム・ギャラスの存在とさらにリカルド・カルヴァーリョの加入により昨季同様にレギュラー定着のチャンスを限られていると考えられ、また、負傷により出場数は15試合に減少した。
そんな中、ロベルト・コヴァチの後釜を探すバイエルン・ミュンヘンから1年間の期限付き移籍のオファーが2005-06シーズン開幕前に申し込まれるも、ジョゼ・モウリーニョ監督から戦力の1人として見られており、また、フート自身も残留を望んだことで拒否した。同シーズン中は、UEFAチャンピオンズリーグ 2005-06のMSKジリナ戦でチェルシー加入後初得点を挙げ、FAカップのバーミンガム・シティFC戦でも得点を記録し、また、その強靭な体を買われ試合終了間際のパワープレー時にセンターフォワードで起用される場面もあったが、全体的な出場機会は限られていた。そんな現状に不満を吐露したことでシーズン終了後にミドルズブラFC、ウィガン・アスレティックFC、エヴァートンFCの3チームからオファーが届き、2006 FIFAワールドカップ終了後にミドルズブラと5年契約を締結したことがフート自身の口から語られた。

### ミドルズブラ
2006年7月13日にメディカルチェックで失敗したことでミドルズブラ入団が一旦暗礁に乗り上げたものの、最終的に8月30日に移籍金600万ポンドで同クラブと5年契約を締結した。初出場となったフットボールリーグカップのノッティンガム・フォレストFC戦（0-1）で敗北を喫し、良いスタートが切れなかったことを象徴するようにミドルズブラでの生活は厳しいものが待っており、ガレス・サウスゲイト監督はフィットネスの不安からリザーブチームで起用することを決定した。その後は10月中旬に調子を取り戻し、エヴァートン戦（2-1）でリーグ初出場を飾り、12月5日のトッテナム・ホットスパーFC戦（1-2）で初得点を挙げる等、調子を上向かせていた。しかし、そんな中で練習中に負傷したことでチームを離脱し、検査の結果、疲労骨折により全治6週間の診断がくだされた。2007年4月14日のアストン・ヴィラ戦（1-3）で復帰したものの、試合中に再度負傷に見舞われた。
懸念される問題からフートは、2007年夏に足首の手術を受けたが、回復することはなかったため専門家に相談することになった。その後は2007年11月に練習に復帰し、12月1日のレディングFC戦で復帰すると、程なくしてジョナサン・ウッドゲートがトッテナムへ移籍したことでレギュラーとしてデヴィッド・ウィーターと共にコンビを組むこととなり、2月3日にケヴィン・キーガン監督率いるニューカッスル・ユナイテッドFC戦で得点を挙げて勝ち点獲得に貢献した。しかし、調子をあげているところで再度負傷に苦しみ、シーズン残り2ヶ月のところで終了した。
負傷から順調に回復していき、2008-09シーズンは良いスタート切ることが出来たが、またしても足首を負傷してしまった。12月に復帰するもチームは厳しいシーズンを過ごしており、2月には降格の危機にあった。その後もチームの状態が改善することはなく、最終節のウェストハム・ユナイテッドFC戦（1-2）に敗戦したことで2部への降格が決定した。翌2009-10シーズンは2部を舞台にミドルズブラで5試合に出場後、ストーク・シティFCと契約してプレミアリーグの舞台へ舞い戻った。

### ストーク・シティ
2009年8月27日に同僚のトゥンジャイ・シャンルと共に同国1部のストーク・シティFCと4年契約を締結。移籍金は500万ポンドでインセンティブにより最大600万ポンドに引き上がる可能性があり、これが達成した場合はクラブ史上最高金額となる。8月29日のサンダーランドAFC戦（1-0）でFWのデイヴ・キットソンに代わり初出場を飾り、10月4日のエヴァートン戦では初得点とリーグ通算出場数100試合目を記録した。ストークでは、ミドルズブラ時代のように負傷に悩まされることもなく定期的に出場していたものの、10月17日のウェストハム戦でマシュー・アップソンの顔面を殴打する暴挙に出、また、試合中にカードが出されなかったこともありFAが調査に乗り出した。その後、フートは自身の非を認めて謝罪をし、FAから3試合の出場停止を言い渡された。1月16日のリヴァプールFC戦で90分に同点弾を挙げ、2月20日のポーツマスFC戦（2-1）では自身3得点目にして決勝点を挙げた。また、FAカップ準々決勝のチェルシー戦で主将の腕章を付けたフートは、敗戦したものの、古巣に対する晴れ姿だと試合後に語った。

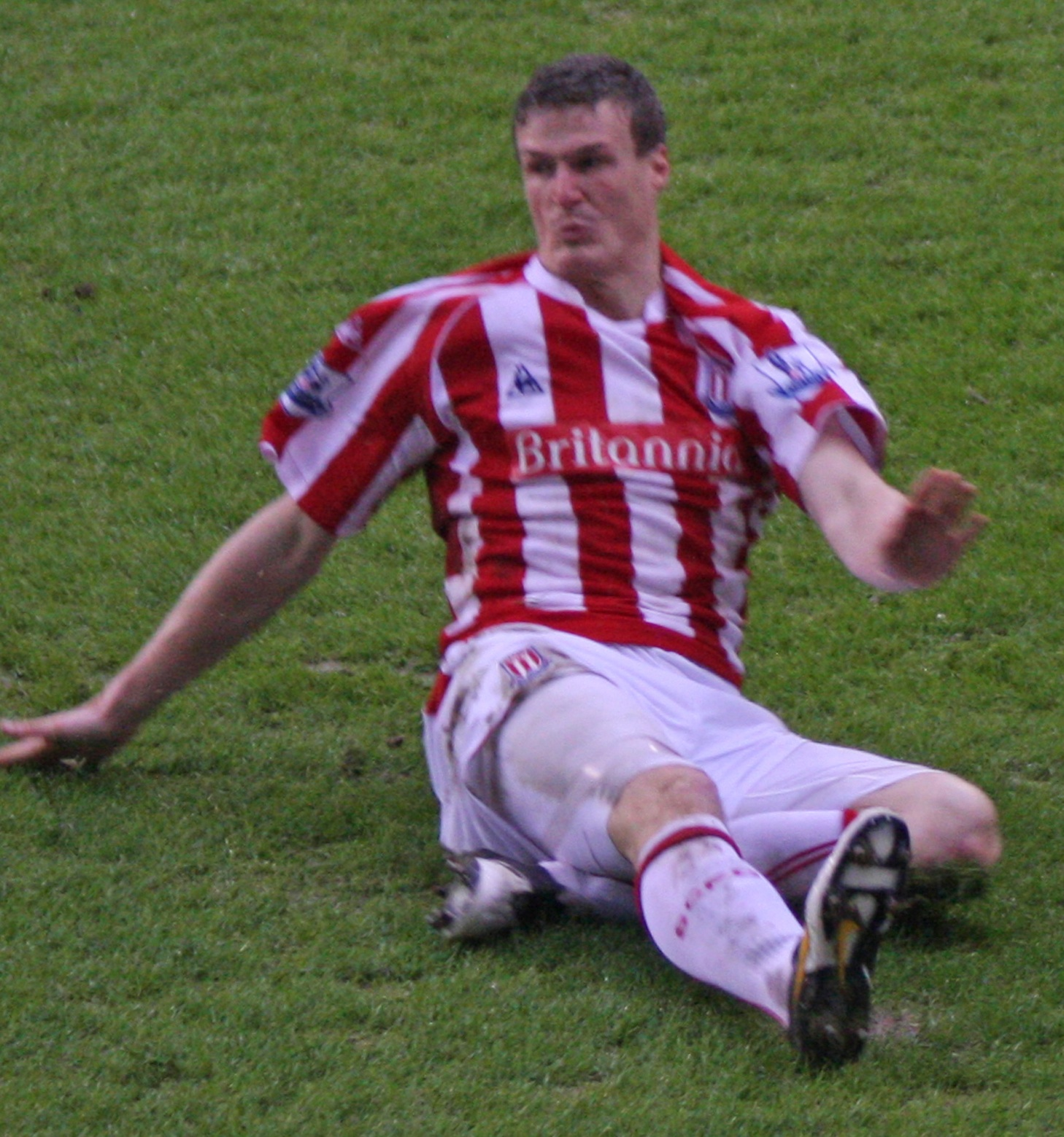
2009-10シーズンのストークでのフート

2010年9月13日のアストン・ヴィラ戦（2-1）で93分に2010-11シーズン初得点にして決勝点を挙げ、チームの今季初勝利に貢献。その後のリーグ戦では、バーミンガム、ウィガン、ブラックバーン・ローヴァーズFC、ウルヴァーハンプトン・ワンダラーズFC相手に得点を重ね、2011年2月5日のサンダーランド戦（3-2）では2得点を挙げた。一方のFAカップでは、準々決勝のウェストハム戦で得点を挙げ、39年前の1972年以来となる準決勝進出に貢献し、続く準決勝のボルトン・ワンダラーズFC戦でDFながらもシーズン通算9得点目を挙げてチーム創設以来初となる決勝進出に貢献した。決勝のマンチェスター・シティFC戦（0-1）でも出場したフートは、惜敗しタイトル獲得とはいかなかったものの、それまでの貢献が認められてシーズン終了後にチームの年間最優秀選手に選出された。
2011年夏になると、トニー・ピューリス監督が元イングランド代表CBのウッドゲートとアップソンを獲得したことから不慣れな右サイドバックの位置へ役割変更することになった。しかし、守備面で脆さを露呈していたことで、昨季にコンビを組んでいたライアン・ショウクロスと共にCBのポジションを取り戻し、エヴァートン戦で2011-12シーズン初得点を挙げた。2012年2月4日のサンダーランド戦（0-1）ではデヴィッド・メイラーへのファウルからフートは退場し、1人少ない中でチームは奮闘するもロスタイム終了間際にジェームズ・マクレーンに得点を許した。フートの行為はリプレイ再生すると故意ではなく挑戦しにいったものであったためチームはレッドカード取り消しのため抗議するも判定が覆ることはなかった。シーズン終盤にはウルヴァーパンプトン、アストン・ヴィラ相手に得点を挙げて勝ち点獲得に貢献する等、パフォーマンスが評価されて契約延長の場が設けられ、2012年6月にブリタニア・スタジアムに滞在する期間を2016年までの3年延長した。
2012-13シーズン開幕間際の8月にウイルス性髄膜炎にかかったものの、すぐさま回復したことでレディングとの開幕戦に出場。試合後にフートは、プレシーズンのために滞在していたアメリカ合衆国でウイルスに感染したと説明した。2013年2月9日のレディング戦（2-1）で2012-13シーズン初得点を記録。23日のフラムFC戦でボールのない所で相手のフィリップ・センデロスと衝突したことで3試合の出場停止処分が下された。同シーズンは公式戦に39試合出場し、チームは13位でシーズンを終了した。

### レスター・シティ
2015年2月2日、レスター・シティFCへ半年間のレンタル移籍。2月10日のアーセナルFC戦でデビューを果たした。加入当初レスターは最下位に甘んじていたが、ウェズ・モーガンとCBコンビを組むと失点が減少。4月4日のウェストハム・ユナイテッドFC戦では9試合ぶりの勝利を挙げ、4月13日のウェスト・ブロムウィッチ・アルビオンFC戦ではレスターでの初ゴールを記録し勝利に貢献。その後もリーグ戦で4連勝するなど好調を見せ、残留をかけた5月15日のサンダーランドAFC戦では無失点に抑えて引き分けに持ち込み残留を確定させた。最終的にチームは14位まで順位を上げた。
2015年6月24日、レスター・シティへ3年契約で完全移籍。2016年1月13日に行われたトッテナム・ホットスパーFCとの天王山ではクリスティアン・フックスのコーナーキックをヘディングで合わせ先制点を記録しこれが決勝点となりチームを勝利に導くと、2月6日のマンチェスター・シティFC戦でも2得点を挙げライバルを退けた。5月2日にレスターのプレミアリーグ優勝が確定し、自身は10シーズンぶりのリーグタイトルを獲得。フートは公式戦38試合3得点を記録し、リーグ3位タイとなる36失点に抑えて優勝に大きく貢献した。
2017-18シーズンは足首の怪我により全試合を欠場。2018年6月にクラブを退団した。
2019年1月11日、自身のTwitterにて既に現役引退していることを明かした。

## 代表経歴

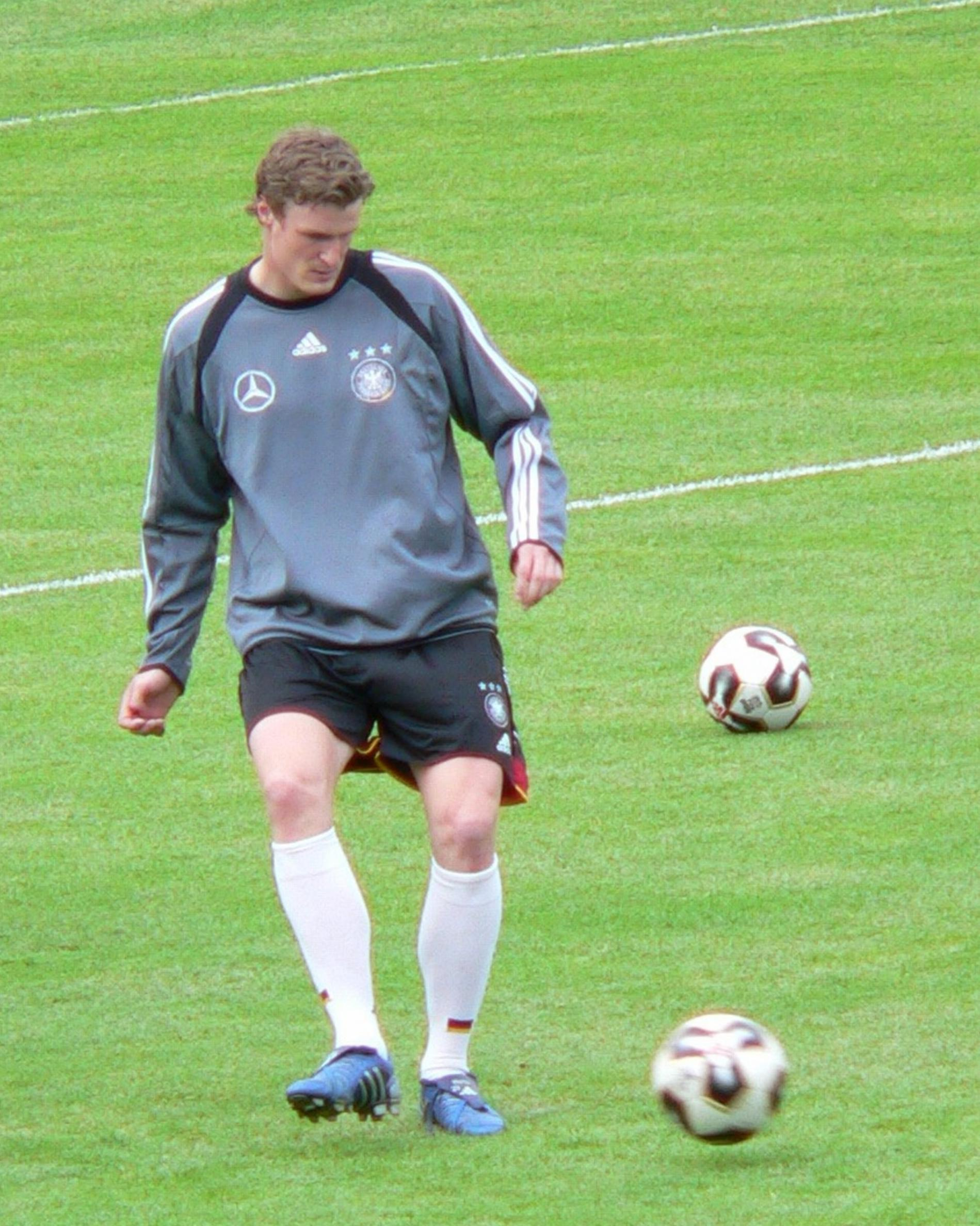
ドイツ代表で練習するフート

世代別代表としては2003 FIFAワールドユース選手権に出場。
2004年8月に負傷辞退したイェンス・ノヴォトニーとアルネ・フリードリヒの代役としてユルゲン・クリンスマン新監督の下でドイツA代表に初招集され、自身20歳の誕生日となる18日のオーストリア戦（3-1）で途中出場から初出場を飾った。出場2試合目となった9月9日のブラジル戦（1-1）で初先発出場をすると、1得点こそ許したものの全体的に見ればロナウド、ロナウジーニョ、アドリアーノといった強力なFW陣を相手に堂々としたパフォーマンスを見せたことで試合後にクリンスマン監督のみならず相手のカルロス・アルベルト・パレイラ監督から称賛された。その後、FIFAコンフェデレーションズカップ2005に出場したフートは、開幕戦のオーストラリア戦（4-3）こそ失点に関わるプレーを見せたものの、コンビを組むペア・メルテザッカーと共に安定したプレーを見せファンの支持を得た。そんな中、準決勝のブラジル戦（2-3）では、前回対戦時に抑えたはずのアドリアーノのスピードについていけずペナルティーエリア内で倒してPKを与えると、さらに試合終盤にもアドリアーノに振り切られ得点を許した。同大会では、6月29日にメキシコとの3位決定戦（4-3）で代表初得点を記録した。
2006年3月にフィレンツェでのイタリアとの親善試合（1-4）で2得点目を記録し、同年5月の時点で17試合2得点と代表に定着こそしたものの、守備面の不安からクリストフ・メッツェルダーにポジションを譲り、2006 FIFAワールドカップではメルテザッカーとメッツェルダーのコンビが選択され、フートはグループリーグ最終節のエクアドル戦の1試合に先発出場したのみだった。
2006年のワールドカップ終了後は代表から遠ざかっていたものの、クラブでの活躍から2008年3月20日にスイスとの親善試合にヨアヒム・レーヴ監督によって招集された。しかし、2009年のUAE戦を最後に招集されておらず、クラブでの活躍から代表復帰が取りざたされるも、2011年にレーヴ監督はUEFA EURO 2012予選のオーストリア戦を前にしてマッツ・フメルス、ベネディクト・ヘーヴェデス、ホルガー・バトシュトゥバーといった若手の存在、さらにメルテザッカーとアルネ・フリードリヒの名前を挙げ、フートの活躍を称賛しながらも自身の構想に入ってないことを明言したことから19試合2得点を記録するにとどまっている。

## 個人成績
| 所属クラブ              | シーズン | リーグ             | リーグ | リーグ | FAカップ | FAカップ | EFLカップ | EFLカップ | UCL  | UCL  | UEL  | UEL  | その他 | その他 | 合計 | 合計 |
| 所属クラブ              | シーズン | ディビジョン       | 出場   | 得点   | 出場     | 得点     | 出場      | 得点      | 出場 | 得点 | 出場 | 得点 | 出場   | 得点   | 出場 | 得点 |
| ----------------------- | -------- | ------------------ | ------ | ------ | -------- | -------- | --------- | --------- | ---- | ---- | ---- | ---- | ------ | ------ | ---- | ---- |
| チェルシー              | 2001-02  | プレミアリーグ     | 1      | 0      | 0        | 0        | 0         | 0         | —    | —    | 0    | 0    | —      | —      | 1    | 0    |
| チェルシー              | 2002-03  | プレミアリーグ     | 2      | 0      | 1        | 0        | 0         | 0         | —    | —    | 2    | 0    | —      | —      | 5    | 0    |
| チェルシー              | 2003-04  | プレミアリーグ     | 16     | 0      | 1        | 0        | 1         | 0         | 2    | 1    | —    | —    | —      | —      | 20   | 1    |
| チェルシー              | 2004-05  | プレミアリーグ     | 10     | 0      | 1        | 1        | 0         | 0         | 4    | 0    | —    | —    | —      | —      | 15   | 1    |
| チェルシー              | 2005-06  | プレミアリーグ     | 13     | 0      | 4        | 0        | 1         | 0         | 3    | 0    | —    | —    | —      | —      | 21   | 0    |
| チェルシー              | 合計     | 合計               | 42     | 0      | 7        | 1        | 2         | 0         | 9    | 1    | 2    | 0    | —      | —      | 62   | 2    |
| ミドルズブラ            | 2006-07  | プレミアリーグ     | 12     | 1      | 1        | 0        | 1         | 0         | —    | —    | —    | —    | —      | —      | 14   | 1    |
| ミドルズブラ            | 2007-08  | プレミアリーグ     | 13     | 1      | 3        | 0        | 0         | 0         | —    | —    | —    | —    | —      | —      | 16   | 1    |
| ミドルズブラ            | 2008-09  | プレミアリーグ     | 24     | 0      | 4        | 0        | 0         | 0         | —    | —    | —    | —    | —      | —      | 28   | 0    |
| ミドルズブラ            | 2009-10  | チャンピオンシップ | 4      | 0      | 0        | 0        | 1         | 0         | —    | —    | —    | —    | —      | —      | 5    | 0    |
| ミドルズブラ            | 合計     | 合計               | 53     | 2      | 8        | 0        | 2         | 0         | —    | —    | —    | —    | —      | —      | 63   | 2    |
| ストーク・シティ        | 2009-10  | プレミアリーグ     | 32     | 3      | 5        | 0        | 0         | 0         | —    | —    | —    | —    | —      | —      | 37   | 3    |
| ストーク・シティ        | 2010-11  | プレミアリーグ     | 35     | 6      | 6        | 3        | 3         | 0         | —    | —    | —    | —    | —      | —      | 44   | 9    |
| ストーク・シティ        | 2011-12  | プレミアリーグ     | 34     | 3      | 3        | 2        | 2         | 0         | —    | —    | 10   | 0    | —      | —      | 49   | 5    |
| ストーク・シティ        | 2012-13  | プレミアリーグ     | 35     | 1      | 3        | 0        | 1         | 0         | —    | —    | —    | —    | —      | —      | 39   | 1    |
| ストーク・シティ        | 2013-14  | プレミアリーグ     | 12     | 0      | 0        | 0        | 3         | 0         | —    | —    | —    | —    | —      | —      | 15   | 0    |
| ストーク・シティ        | 2014-15  | プレミアリーグ     | 1      | 0      | 1        | 0        | 2         | 0         | —    | —    | —    | —    | —      | —      | 4    | 0    |
| ストーク・シティ        | 合計     | 合計               | 149    | 13     | 18       | 5        | 11        | 0         | —    | —    | 10   | 0    | —      | —      | 188  | 18   |
| レスター・シティ (loan) | 2014-15  | プレミアリーグ     | 14     | 1      | —        | —        | —         | —         | —    | —    | —    | —    | —      | —      | 14   | 1    |
| レスター・シティ        | 2015-16  | プレミアリーグ     | 35     | 3      | 0        | 0        | 0         | 0         | —    | —    | —    | —    | —      | —      | 35   | 3    |
| レスター・シティ        | 2016-17  | プレミアリーグ     | 33     | 2      | 2        | 0        | 0         | 0         | 8    | 0    | —    | —    | 1      | 0      | 44   | 2    |
| レスター・シティ        | 2017-18  | プレミアリーグ     | 0      | 0      | 0        | 0        | 0         | 0         | —    | —    | —    | —    | —      | —      | 0    | 0    |
| レスター・シティ        | 合計     | 合計               | 82     | 6      | 2        | 0        | 0         | 0         | 8    | 0    | —    | —    | 1      | 0      | 93   | 6    |
| 通算                    | 通算     | 通算               | 326    | 21     | 35       | 6        | 15        | 0         | 17   | 1    | 12   | 0    | 1      | 0      | 406  | 28   |

1. ↑  FAコミュニティ・シールドへの出場

## 代表歴

### 出場大会
- ドイツ代表
  - 2006 FIFAワールドカップ

### 試合数
- 国際Aマッチ 19試合 2得点（2004年-2009年）[77]

| ドイツ代表 | 国際Aマッチ | 国際Aマッチ |
| 年         | 出場        | 得点        |
| ---------- | ----------- | ----------- |
| 2004       | 4           | 0           |
| 2005       | 10          | 1           |
| 2006       | 3           | 1           |
| 2009       | 2           | 0           |
| 通算       | 19          | 2           |

### 得点
| #  | 日付          | 会場                                                     | 対戦相手 | スコア | 最終結果   | 大会                                 |
| -- | ------------- | -------------------------------------------------------- | -------- | ------ | ---------- | ------------------------------------ |
| 1. | 2005年6月29日 | ドイツ、ライプツィヒ、ツェントラールシュタディオン       | メキシコ | 3–2    | 4–3 (延長) | FIFAコンフェデレーションズカップ2005 |
| 2. | 2006年3月1日  | イタリア、フィレンツェ、スタディオ・アルテミオ・フランキ | イタリア | 1–4    | 1–4        | 親善試合                             |

## タイトル

### クラブ
チェルシー
- プレミアリーグ (2): 2004-05, 2005-06

レスター・シティ
- プレミアリーグ (1)： 2015-16

### 個人
ストークシティ年間最優秀選手：2011